# تپه نوبر
تپه نوبر مربوط به عصر آهن است و در شهرستان ایجرود، بخش مرکزی، دهستان گلابر، ۱۹۰۰ متری جنوب غربی روستای ینگی کند میرزا الماسی واقع شده و این اثر در تاریخ ۱۵ دی ۱۳۸۷ با شمارهٔ ثبت ۲۴۰۷۲ به‌عنوان یکی از آثار ملی ایران به ثبت رسیده است.